# ガエターノ・オリスターニオ
ガエターノ・ピーオ・オリスターニオ（Gaetano Pio Oristanio, 2002年9月28日 - ）は、イタリア・ヴァッロ・デッラ・ルカーニア出身のサッカー選手。ヴェネツィアFC所属。ポジションはミッドフィールダー。

## 経歴

### クラブ
イタリア・カンパニア州のヴァッロ・デッラ・ルカーニアに生まれ、2016年にインテルの下部組織に入団した。
2021年8月10日、オランダ・エールステ・ディヴィジのフォレンダムに1年間の期限付き移籍で加入した。そこから3日後の13日に行われた第2節のADO戦で後半から交代出場しプロデビューを果たすと、9月10日の第6節のデ・フラーフスハップ戦で初得点を決めた。シーズンを通してリーグ戦35試合に出場して7得点を記録。クラブの2位でのフィニッシュ及び1部昇格に貢献した。2022年7月15日には再びフォレンダムへの1年間のレンタル移籍が決まった。
2023年7月20日、セリエAに昇格したカリアリに買い取りオプション及び買い戻しオプション付きの期限付き移籍で加入した。
2024年7月13日、ヴェネツィアFCに移籍した。

### 代表
2019年10月から開かれた2019 FIFA U-17ワールドカップにU-17イタリア代表の一員として参戦すると、11月7日の決勝トーナメント1回戦のU-17エクアドル代表との試合では決勝点となる直接フリーキックを沈めた。
2022年6月6日、アウェイで行われたUEFA U-21欧州選手権2023予選のU-21ルクセンブルク代表との試合で後半15分からエマヌエル・ヴィニャートに代わって出場し、U-21イタリア代表にデビューした。